# 黒崎 (北九州市)
黒崎（くろさき）は福岡県北九州市八幡西区の地名。黒崎一丁目から五丁目の町がある。住居表示実施済み。郵便番号は806-0021。また北九州市の副都心として、周辺町域を含めた黒崎地区のことを指すこともある。

## 地理
八幡西区の北部東側に位置し、北に大字藤田、東に藤田、南に熊手，菅原町、西に熊西，筒井町と接する。

### 河川
- 二級河川 撥川

## 地域の特徴
北部を東西に国道3号が通り、国道3号の筒井町交差点を起点として西縁に沿って国道200号が南に走る。町域の南側から撥川が北西流し、北西端に抜ける。平坦な土地に立地する商業地域であり、JR九州 黒崎駅を中心に半放射状、半同心円状に商店街を形成する。また北九州市の副都心にふさわしく金融機関の支店が多く集まる。一丁目に北九州銀行 八幡支店，西日本シティ銀行 黒崎支店，福岡ひびき信用金庫 黒崎支店、三丁目にJR九州 黒崎駅，筑豊電気鉄道 黒崎駅前駅・西黒崎駅，西鉄黒崎バスセンター，コムシティ，福岡銀行 黒崎支店，日本政策金融公庫 八幡支店、五丁目に八幡熊西郵便局がある。コムシティ内には八幡西区役所，北九州市立子どもの館などが入居している。

## 歴史

### 地名の由来
日本武尊が熊襲征伐の時、この地にこられて穴暗哉といわれたので暗崎といったのが、後に隈前となり、さらに今の名に転訛したという。

### 沿革
- 1959年（昭和34年） - 大字熊手の一部より黒崎町新設[5]。
- 1963年（昭和38年）2月1日 - 八幡市、戸畑市、小倉市、若松市、門司市の5市が合併し、北九州市が発足。八幡市黒崎町は北九州市八幡区黒崎町となる。
- 1963年（昭和38年）4月1日 - 北九州市が政令指定都市に指定され、八幡区、戸畑区、小倉区、若松区、門司区の5区を設置。北九州市八幡区黒崎町は北九州市八幡区黒崎町となる。
- 1969年（昭和44年）6月1日 - 黒崎一丁目 - 五丁目新設[6]。
- 1974年（昭和49年）4月1日 - 八幡区が八幡西区と八幡東区に分かれ、八幡区黒崎一丁目 - 五丁目は八幡西区黒崎一丁目 - 五丁目となる[7]。

### 町名の変遷
| 実施内容          | 実施年月日               | 実施後     | 実施前                             |
| ----------------- | ------------------------ | ---------- | ---------------------------------- |
| 町名新設 住居表示 | 1969年（昭和44年）6月1日 | 黒崎一丁目 | 黒崎町，大字熊手，大字藤田の各一部 |
| 町名新設 住居表示 | 1969年（昭和44年）6月1日 | 黒崎二丁目 | 黒崎町の一部                       |
| 町名新設 住居表示 | 1969年（昭和44年）6月1日 | 黒崎三丁目 | 黒崎町，大字熊手，筒井町の各一部   |
| 町名新設 住居表示 | 1969年（昭和44年）6月1日 | 黒崎四丁目 | 黒崎町の一部                       |
| 町名新設 住居表示 | 1969年（昭和44年）6月1日 | 黒崎五丁目 | 黒崎町，大字熊手の各一部           |

## 世帯数と人口
2025年（令和7年）3月31日現在（北九州市発表）の世帯数と人口は以下の通りである。
| 町         | 世帯数    | 人口    |
| ---------- | --------- | ------- |
| 黒崎一丁目 | 33世帯    | 53人    |
| 黒崎二丁目 | 290世帯   | 463人   |
| 黒崎三丁目 | 263世帯   | 340人   |
| 黒崎四丁目 | 269世帯   | 401人   |
| 黒崎五丁目 | 280世帯   | 400人   |
| 計         | 1,135世帯 | 1,657人 |

### 人口の変遷
国勢調査による人口の推移。
| 1995年（平成7年）  | 868人   | [ 9 ]  |  |
| 2000年（平成12年） | 776人   | [ 10 ] |  |
| 2005年（平成17年） | 983人   | [ 11 ] |  |
| 2010年（平成22年） | 1,013人 | [ 12 ] |  |
| 2015年（平成27年） | 974人   | [ 13 ] |  |
| 2020年（令和2年）  | 1,027人 | [ 14 ] |  |

### 世帯数の変遷
国勢調査による世帯数の推移。
| 1995年（平成7年）  | 404世帯 | [ 9 ]  |  |
| 2000年（平成12年） | 398世帯 | [ 10 ] |  |
| 2005年（平成17年） | 454世帯 | [ 11 ] |  |
| 2010年（平成22年） | 589世帯 | [ 12 ] |  |
| 2015年（平成27年） | 593世帯 | [ 13 ] |  |
| 2020年（令和2年）  | 649世帯 | [ 14 ] |  |

## 学区
市立小・中学校に通う場合、学区は以下の通りとなる。
| 町         | 街区 | 小学校                   | 中学校               |
| ---------- | ---- | ------------------------ | -------------------- |
| 黒崎一丁目 | 全域 | 北九州市立黒崎中央小学校 | 北九州市立黒崎中学校 |
| 黒崎二丁目 | 全域 | 北九州市立黒崎中央小学校 | 北九州市立黒崎中学校 |
| 黒崎三丁目 | 全域 | 北九州市立黒崎中央小学校 | 北九州市立黒崎中学校 |
| 黒崎四丁目 | 全域 | 北九州市立黒崎中央小学校 | 北九州市立黒崎中学校 |
| 黒崎五丁目 | 全域 | 北九州市立筒井小学校     | 北九州市立熊西中学校 |

## 交通

### 鉄道
- JR九州鹿児島本線：黒崎駅
- 筑豊電気鉄道筑豊電気鉄道線：黒崎駅前駅 ‐ 西黒崎駅

### バス
- 西鉄バス北九州：西鉄黒崎バスセンター（コムシティ1階）・黒崎駅バスターミナル（井筒屋前・ペデストリアンデッキ下）
- 西鉄黒崎バスセンターには西鉄バス筑豊と、北九州市交通局も乗り入れている。西鉄バス筑豊は直方 - 黒崎急行線を、交通局は若松区方面の一般路線バスを運行している。

### 道路
- 国道3号
- 国道3号黒崎バイパス（2008年10月一部供用開始）
- 国道200号・国道211号
- 市道黒崎駅前線（通称：（黒崎駅前）ふれあい通り・シンボルロード）

## 施設

### 役所・公的機関
- 八幡西区役所（コムシティ内）

### 公共施設
- 北九州市立子どもの館（コムシティ7階）

### 医療施設
- 浜田病院

### 商業施設
- コムシティ

### 商店街
- カムズ通り（名店街、1番街）
- 表参道新天街（旧称 新天街）
- ひまわり通り
- 公園通り
- 三番街
- 栄町通り
- くまで通り[注 1]
- 千日名天街[注 1]
- 藤田銀天街[注 2]
- 寿通り[注 1]

### ホテル
- 西鉄イン黒崎（コムシティ9 - 12階）
- アルクイン黒崎、アルクイン黒崎プラス
- コンフォートホテル黒崎
- ホテルパールシティ黒崎

### 金融機関
- 福岡銀行 黒崎支店
- 西日本シティ銀行 黒崎支店
- 北九州銀行 八幡支店（旧山口銀行 八幡支店）
- 日本政策金融公庫 八幡支店
- 福岡ひびき信用金庫 黒崎支店
- 八幡熊西郵便局

### 公園
- 黒崎中央公園
- 蛎原公園

## 黒崎地区

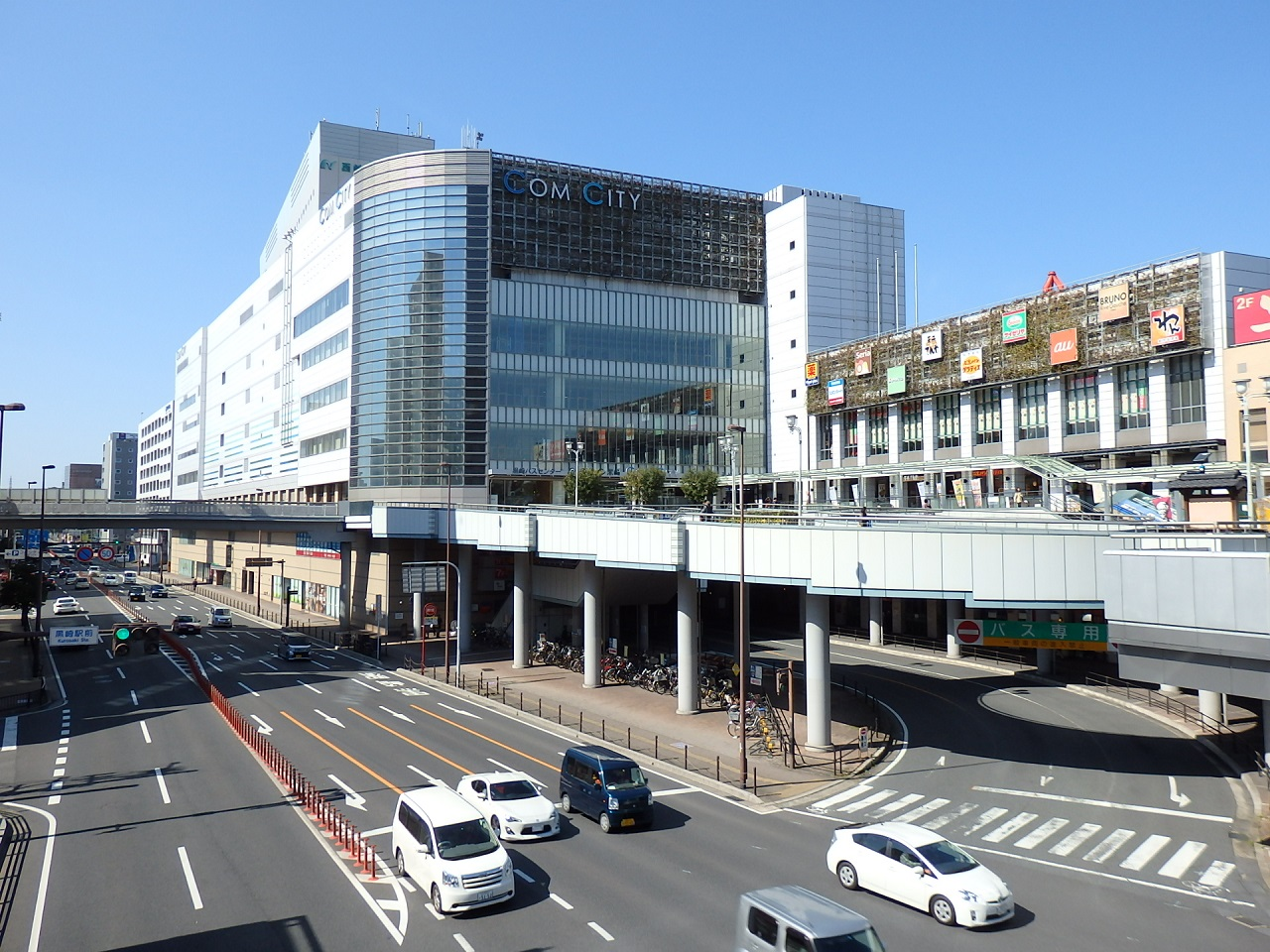
コムシティと駅前広場

黒崎地区は、北九州市西部の拠点として高次都市機能が集積している。JR鹿児島本線南側の地域に、商業、医療・福祉、交通拠点など多様な都市機能が集積し、市民をはじめ、多くの人々が行き交う市街地となっている。駅前商店街や百貨店等の大規模商業施設は、市西部を含め、遠賀・中間地域や直方・鞍手地域を含めた北九州都市圏西部からの集客がある。また、交通機関では、JR黒崎駅、西鉄黒崎バスセンター、筑豊電鉄黒崎駅前駅などがあり、市西部の交通結節点となっている。
黒崎地区の商店街は、14の商店街・市場が存在し、黒崎駅から半放射状、半同心円状に伸びるアーケード街となっている。かつて、小倉都心部に次ぐ商業集積地として賑わっていたが、大型ショッピングセンターの郊外立地や中心部に立地する大規模店舗の撤退などが続き、吸引力が低下し、特に駅前の活性化が喫緊の課題となっている。
活性化を図るべく黒崎地区では約40もの事業が行なわれ、八幡西図書館や黒崎ひびしんホールの開館、コムシティの再生、九州厚生年金病院の再整備など、都市機能の充実が進められている。

### 黒崎地区の歴史

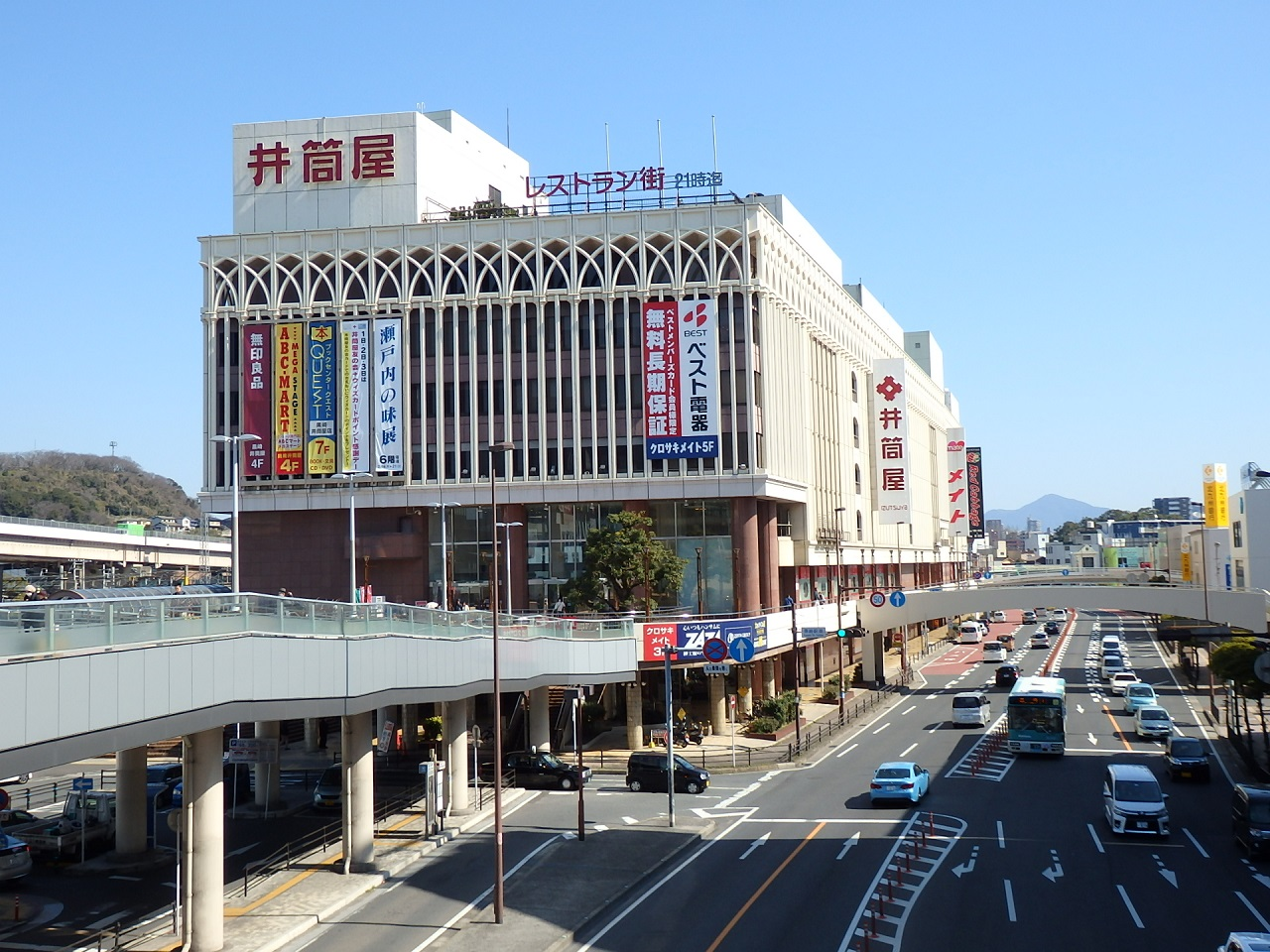
井筒屋黒崎店と駅前広場

黒崎は江戸時代、脇街道である長崎街道の宿場町として整備された。筑前六宿の東端に位置し、長崎街道最大の宿として繁栄すると共に、商人町としてもにぎわい、熊手では市（いち）が開かれていた。
明治に入ると門司～黒崎間の鉄道開通、洞海湾の干拓、埋め立てが行われた。大正には安川電機、昭和初期には三菱化学など大型工場の立地が相次ぎ、就業人口の定着により急速に都市化が進展した。
昭和初期には黒崎駅前の土地区画整理事業が行われ、現在の商店街の骨格となる放射線状の道路配置がなされた。戦後には、空襲により八幡製鉄所周辺の住宅地から焼け出された人々が黒崎に移り住んだことや、戦後の復興とともに大型工場の社宅が建設されたことなどから、商店街が急速に発展を遂げ、市街地が拡大していった。
昭和中期に開通した筑豊電気鉄道線の沿線地域は黒崎地区のベッドタウンとして発展し、黒崎地区の商業圏を南西方向に拡大した。昭和後期には「まるで宇宙戦艦!」というキャッチフレーズで華々しく開業した黒崎そごう・メイト黒崎・ジャスコ黒崎店をはじめとして、井筒屋八幡店（のち黒崎店に改名）、長崎屋黒崎店、ユニード黒崎店（アピロス黒崎店）、ダイエー黒崎店（トポス黒崎店）などの百貨店・総合スーパーを抱える商業地域となった。
平成10年頃からは相次いでこれらの大規模店舗が撤退、駅前のシンボル的存在であった黒崎そごうも撤退し、井筒屋黒崎店が移転開業することとなった。さらにはコムシティ商業部分を運営する黒崎ターミナルビルが経営破たんするなど衰退の一途をたどっており、前述したように駅前の活性化が喫緊の課題となっている。

#### 江戸時代以降の年表
- 1600年 - 黒田長政が筑前に入部[20]。
- 1604年 - 家臣井上之房により、端城として黒崎城を道伯山に築城[20]。
- 1615年 - 一国一城令により黒崎城を廃城[20]。

それ以降、宿場町として整備され、長崎街道の筑前六宿最大の宿駅として繁栄。また、黒崎湊は小倉湊とともに九州で2ヶ所の九州と大阪を結ぶ乗合貨客船が発着した。
- 1750年頃 - 熊手で市（いち）が開かれるなど、商人町としても栄える。
- 1889年（明治22年） - 明治の大合併により、鳴水・熊手・藤田・前田4村合併し、遠賀郡黒崎村が誕生。
- 1891年（明治24年） - 九州鉄道が黒崎 - 門司間で開通。
- 1897年（明治30年） - 町制施行により遠賀郡黒崎町が誕生。
- 1901年（明治34年） - 官営八幡製鐵所が遠賀郡八幡村（現北九州市八幡東区）にて操業開始。

その後、安川電機、日本タール工業（現三菱ケミカル）、黒崎窯業（現黒崎播磨）などの大型工場が立地。
- 1911年（明治44年） - 九州電気軌道線黒崎駅前 - 大蔵川間開通。
- 1914年（大正3年） - 九州電気軌道線黒崎駅前 - 折尾間開通。
- 1926年（大正15年） - 遠賀郡黒崎町を八幡市に編入[23]。
- 1935年（昭和10年） - 黒崎駅前で大規模な区画整理事業を実施。

戦後、八幡製鐵所や三菱化学等の社宅建設が進む。
- 1942年（昭和17年）9月 - 九州電気軌道が西日本鉄道（略称：西鉄）に社名変更。
- 1956年（昭和31年）3月 - 筑豊電気鉄道線貞元（現在の熊西） - 筑豊中間間開通。西鉄北九州線の電車が乗り入れる。
- 1959年（昭和34年）11月 - 井筒屋八幡店（のちの黒崎店）開店[24]。
- 1963年（昭和38年） - 八幡市が小倉市・門司市・戸畑市・若松市とともに合併し、北九州市の一部となる。北九州市が政令指定都市になり、八幡区となる[23]。
- 1964年（昭和39年）3月 - 丸栄黒崎店（のちのユニード黒崎店）開店[25]。
- 1968年（昭和43年）5月 - ダイエー黒崎店（のちのトポス黒崎店）開店[26]。
- 1974年（昭和49年）4月 - 八幡区が分区され、八幡西区となる[23]。
- 1974年（昭和49年）10月 - 長崎屋黒崎店開店[27]。
- 1979年（昭和54年） - 黒崎駅前東地区再開発竣工、黒崎そごう・メイト黒崎・ジャスコ黒崎店開業[28]。
- 1985年（昭和60年） - アピロス黒崎店（前ユニード黒崎店）閉店[29]。
- 1989年（平成元年） - 三菱化学社宅跡地に北九州プリンスホテル（現ホテルクラウンパレス北九州）開業[30]。黒崎駅前ペデストリアンデッキ完成[31]。
- 1990年（平成2年） - ジャスコ黒崎店が黒崎フォーラス（イオングループ）に業態変更[32]。
- 1992年（平成4年）10月 - 西鉄北九州線砂津 - 黒崎駅前間廃止。
- 1998年（平成10年） - 黒崎駅西地区第一種市街地再開発事業認可。
- 1999年（平成11年）2月 - 黒崎フォーラス閉店[32]。
- 2000年（平成12年） - 黒崎そごう閉店。翌2001年、井筒屋黒崎店（通称：黒崎井筒屋）が移転開業。
- 2000年（平成12年）11月 - 西鉄北九州線黒崎駅前 - 折尾（軌道線として）廃止。黒崎駅前 - 熊西間は筑豊電気鉄道が第二種鉄道事業者として運営。
- 2001年（平成13年） - 黒崎駅西地区第一種市街地再開発竣工、コムシティ開業[28]。「黒崎再生10ヵ年計画」を策定[31]。
- 2001年（平成13年）1月 - トポス黒崎店閉店[33]。
- 2002年（平成14年） - 長崎屋黒崎店閉店[34]。
- 2003年（平成15年） - コムシティ商業部分を運営する黒崎ターミナルビルが経営破たん。
- 2007年（平成19年）1月 - 北九州市黒崎地区中心市街地活性化協議会設立。
- 2008年（平成20年）7月 - 中心市街地活性化基本計画に認定[35]
- 2011年（平成23年）7月 - コムシティ商業部分を北九州市が取得。
- 2013年（平成25年）5月 - 八幡西区役所が筒井町からコムシティ内に移転[31]。
- 2015年（平成27年）6月 - 安川電機の事業所内に「ロボット村」がオープン[36]。
- 2016年（平成28年）3月 - JR黒崎駅駅舎の改築開始。2018年に終了[37]。
- 2020年（令和2年）8月 - 井筒屋黒崎店閉店[24]。

### 長崎街道の史跡

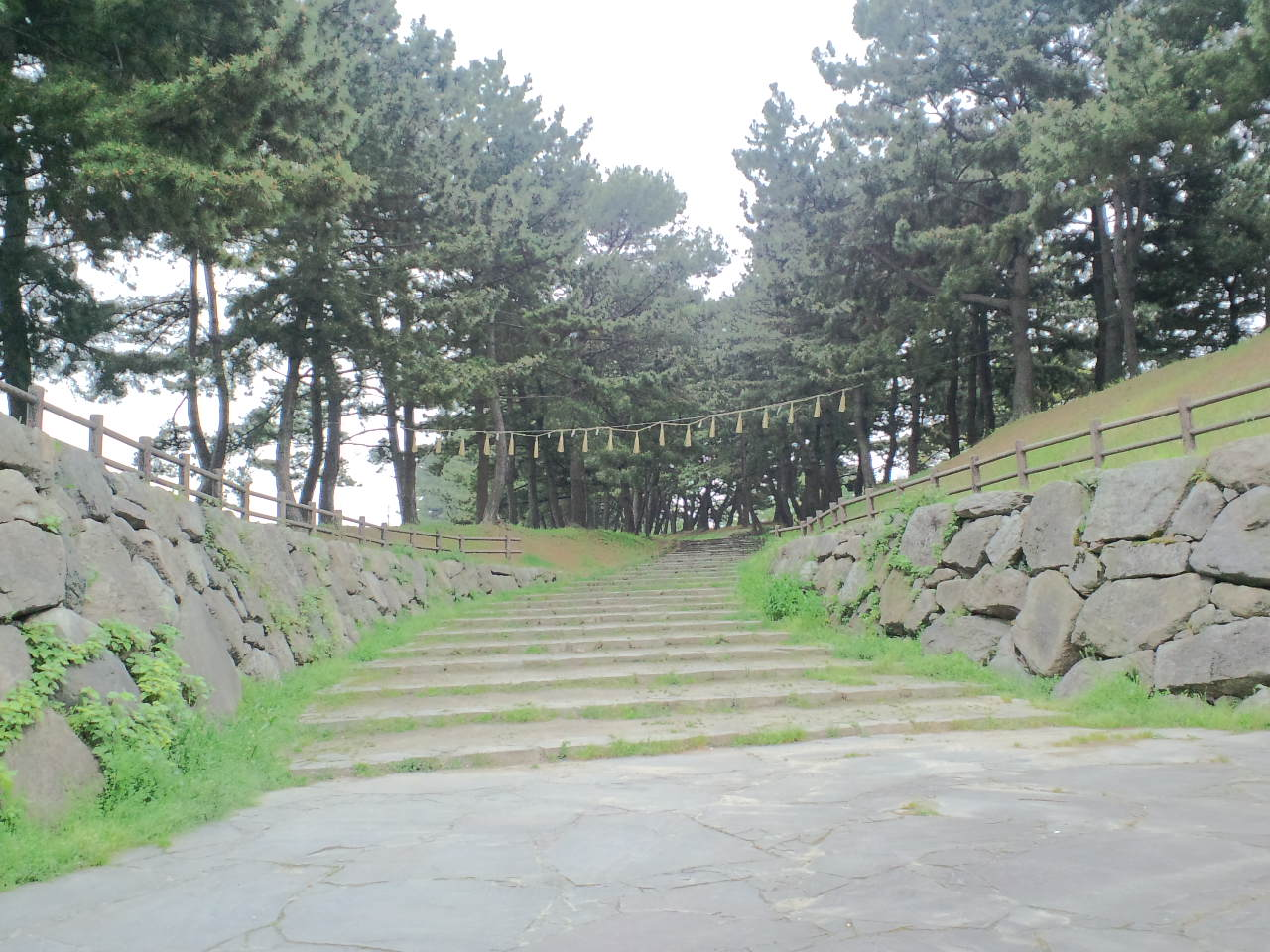
長崎街道・曲里の松並木

長崎街道筑前六宿の一つとして栄えた黒崎には、藩主の別館としての御茶屋（本陣）や町茶屋（脇本陣）が設けられ、宿駅の機関である人馬継所、行政上の施設である制札場、関番所、郡家、代官所が整備され、一般の旅籠屋（旅館）や商店も軒を並べていた。
町の各所に当時の位置を示す史跡や石碑がたてられている（以下、主なものを記載）。
- 御茶屋跡：御茶屋周辺の田町は黒崎宿の中心で、旅籠屋や商店が並んでいた。
- 人馬継所跡：人足や馬が常備され、参勤交代の人馬の手配や飛脚の荷物も取り扱った。
- 常夜灯：1849年、航海安全を守る灯台として黒崎湊の入口に建立された。
- 黒崎城址（城山緑地公園）：福岡城の端城の一つ黒崎城があった。
- 西構口跡：黒崎宿の西の出入口。
- 岡田神社：1605年に現在地に移転。黒崎祇園山笠が奉納される神社。
- 春日神社：岡田神社と同じく黒崎祇園山笠が奉納される。

### 祭り・イベント

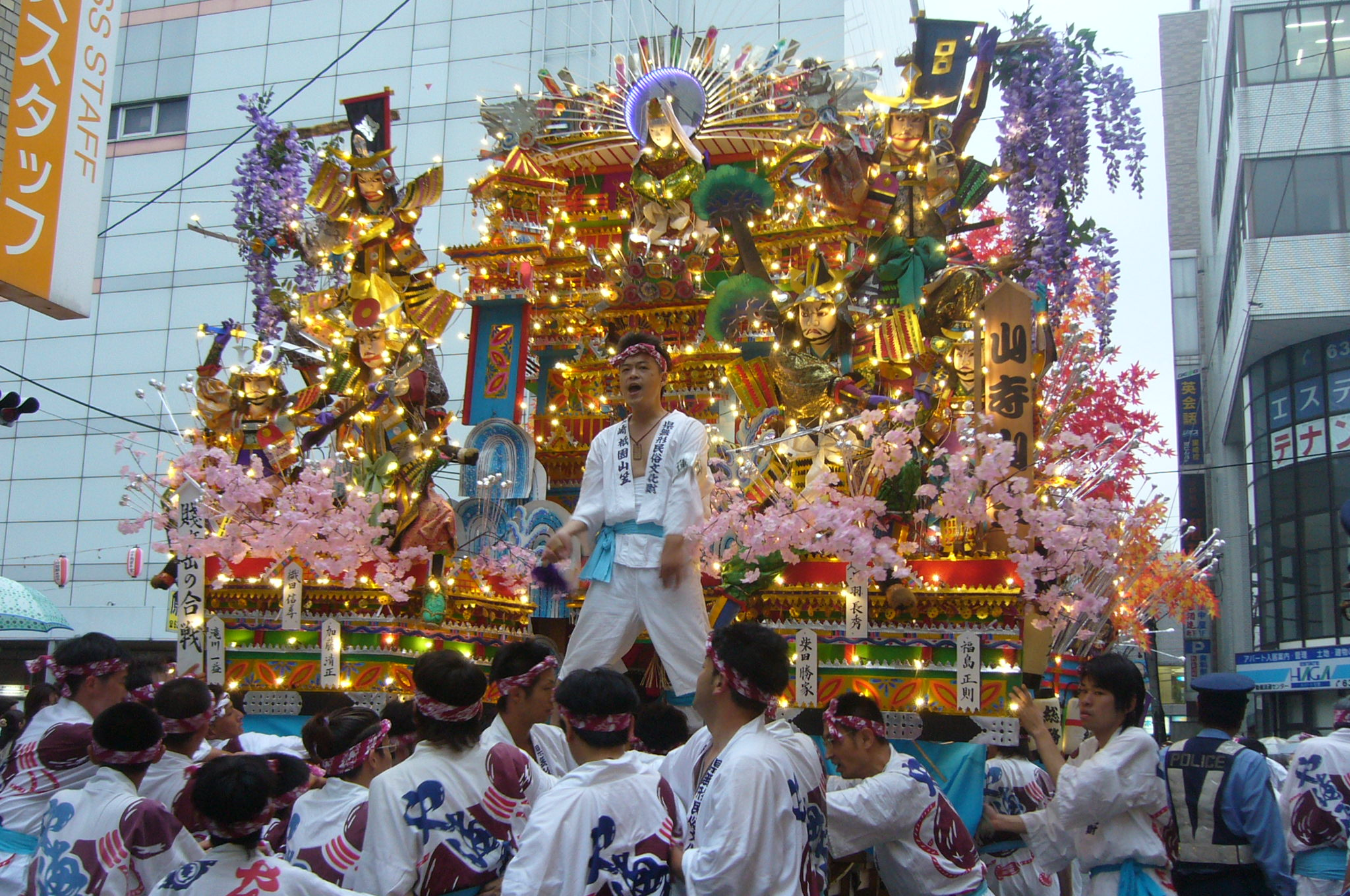
7月に開催される黒崎祇園山笠

代表的な祭りとして、7月に開催される黒崎祇園山笠は、春日神社、岡田宮、一宮神社の氏子によって、およそ400年前から行われ、福岡県の無形民俗文化財に指定されている。
- 全力！黒崎（3月下旬）[39]
- 城山さくら祭り（4月初旬）[40]
- 黒崎よさこい祭り（5月中旬）
- 黒崎祇園山笠（7月20日 - 24日）
- 黒崎96（クロ）の日（9月6日）
- 長崎街道黒崎宿あかりと大名行列まつり（9月下旬）
- 筑前黒崎宿場祭り（10月上旬）
- 黒崎ハロウィン（10月下旬）
- くろさき 光のマジカルランド（12月）

上記は過去開催されたものを参考に記載したが、イベントの内容や開催時期の変更などもあるため、詳細は下記サイト、ニュース、新聞、雑誌等で十分確認されたい。
- 2019年度イベントカレンダー（北九州市八幡西区）
- くろさきナビ
- ひびしんホールイベント

## 治安
黒崎1丁目から4丁目は、福岡県暴力団排除条例に基づき、暴力団排除特別強化地域に指定されており、暴力団と飲食店等との間でみかじめ料のやりとり、便宜供与などが禁止されている（双方に罰則が有り）。また、地域内に営業所を置く特定接客業者は、所定の標章を掲示することで暴力団員の立入りを禁止することができる。